# Morfema
En morfología lingüística, un morfema es un fragmento mínimo capaz de expresar un significado, y que o bien coincide con un lexema, o bien unido a uno modifica su sentido. En ciertas terminologías, se distingue entre un lexema, que puede usarse aislado, y un morfema, que solo puede usarse conectado a un lexema, y ambos tipos son llamados conjuntamente monemas; sin embargo hoy en día se prefiere llamar morfema a cualquier monema, y entonces se distingue entre morfemas libres que no necesitan unirse a otros morfemas (por ejemplo pronto), y morfemas ligados que siempre van unidos a otros morfemas, de los cuales al menos uno es un lexema (por ejemplo -idad en vitalidad); dicho de otro modo, para algunos autores el término monema designa tanto a los lexemas como a los morfemas gramaticales, mientras que para otros el término morfema designa cualquier tipo de monema, sin importar si se refiere a un monema dependiente o no dependiente.
En muchas lenguas los morfemas generalmente están constituidos por una secuencia de fonemas, aunque en otras lenguas algunos elementos fonéticos  suprasegmentales como el tono, el  acento o la nasalidad pueden constituir una diferencia fonética que realiza un fonema, en esos casos los morfemas no son un fragmento separable de la palabra.
Tradicionalmente, se ha señalado que el «morfema es la unidad más pequeña con significado de la lengua» aunque dicha definición no es demasiado útil porque no aclara qué debe entenderse por significado, ni establece qué es una unidad relevante. Informalmente los morfemas se clasifican en varios tipos: morfemas léxicos o lexemas, y morfemas gramaticales que a su vez se clasifican en derivativos y flexivos.
En las lenguas flexivas los morfemas constituyen la parte variable de la palabra. El morfema gramatical, que tiene menos carga semántica, aparece siempre asociado al lexema, con más carga semántica. Ambos pueden descomponerse en unidades menores: los fonemas, que no tienen significado gramatical ni semántico, y que son las unidades mínimas de la fonología.

## Clasificación de los morfemas

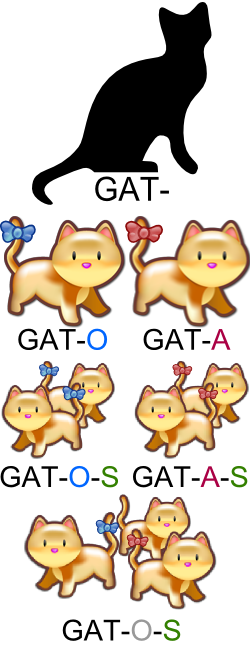
Construcción de palabras con dos tipos de monemas, el lexema "gat-" y sus morfemas flexivos.

De acuerdo con el grado de anexión a la palabra, los morfemas pueden dividirse en:
- Morfemas independientes: son clíticos, que admiten cierta independencia fonológica del lexema. Este tipo de morfemas permiten la inserción entre él y el lexema de otros morfemas y palabras, no provocan ciertos cambios fonéticos, evidenciando la presencia de una barrera para dichos cambios, etc. En español, estos morfemas independientes o clíticos están formados por elementos como los determinantes, las preposiciones y las conjunciones. El pronombre personal "se" es un claro ejemplo de morfema clítico, en cuanto a la independencia fonética: el caso {vay-} {-a-} {se} / {vay-} {-a-} {-n-} {se}, muestra claramente la inserción del morfema de número antes del clítico.

- Morfemas dependientes o ligados: son unidos o fusionados a otro monema para completar su significado. En ciertos casos provocan cambios de acento, cambios fonéticos en los fonemas adyacentes y solo pueden aparecer en un orden secuencial concreto, no permitiendo la interposición de ciertos elementos entre ellos y la raíz o morfema adyacente. Hay dos tipos:
  - Derivativos, son facultativos. Añaden matices al significado del lexema. Estos matices y significados derivados son sistemáticamente relacionables a partir del significado del lexema si se compara el mismo morfema actuando en diferentes campos semánticos. Generalmente estos morfemas están más cerca de la raíz que los morfemas flexivos.
  - Flexivos, son constitutivos. Marcan relaciones gramaticales y accidentes gramaticales entre los diferentes participantes de una acción verbal o expresión nominal. No comportan un cambio de significado referencial básico, y generalmente se interponen entre ellos y el lexema básico otros morfemas de tipo derivativo. En español, por ejemplo, este tipo de morfemas son los encargados de marcar en el nombre y el adjetivo el género y número y en el verbo indican tiempo gramatical, modo, persona, número, etc.

### Morfemas derivativos y flexivos
En la mayoría de las lenguas, incluyendo el español, los morfemas derivativos y flexivos pueden clasificarse además en:
- Prefijos. Cambian el significado de las palabras anteponiéndose al lexema. En español a menudo tienen origen griego o latino.
- Sufijos. Se posponen al lexema.
- Interfijos. Son elementos sin contenido semántico (carecen de función gramatical y significativa). Típicamente sirven para unir el lexema y el sufijo de algunos derivados de forma que no queden formas fonológicamente problemáticas.

Los interfijos por otra parte son alargamientos que en sí mismos no pueden considerarse morfemas con significado gramatical ya que puede argumentarse que todo el significado recae en los afijos a los que alarga.
En español podemos encontrar dos tipos de interfijos:
- De carácter antihiático: para evitar la formación de hiatos. Ejemplo: Cafecito para evitar la formación de un hiato en cafeito.
- De carácter diferencial: para distinguir entre dos palabras de significado distinto. Ejemplo: carnicero (persona) para diferenciarlo de carnero (animal).

No debe confundirse un interfijo con un infijo. Muchos interfijos (los antihiáticos, por ejemplo) no aportan ningún cambio de significado gramatical o referencial, mientras que los infijos siempre lo hacen (al igual que los prefijos y sufijos).

### Ejemplos en español
Panadería :
- pan : Lexema
- -ad- : Morfema dependiente, interfijo derivativo
- -ería : Morfema dependiente, sufijo derivativo

Libros :
- libr- : Lexema
- -o : Sufijo flexivo de masculino
- -s : Sufijo flexivo de plural

Avioneta :
- avión : Lexema
- -eta : Sufijo derivativo

Cantábamos :
- cant- : Lexema verbal
- -a- : Vocal temática de 1.ª conjugación
- -ba- : Morfema flexivo, marca de pretérito imperfecto de indicativo, voz activa
- -mos : Morfema flexivo de 1.ª persona de plural

Agrietado
- a- : Morfema derivativo prefijo
- grieta : Lexema nominal
- -(a)d- : (vocal temática) Morfema derivativo sufijo denominal, marca de participio
- -o : Morfema flexivo de género masculino
- Ø : Morfema cero número singular

No siempre hay una única manera de dividir una palabra en morfemas, así por ejemplo en la palabra libro en algunos marcos teóricos se incluiría un morfema vacío al final como marca de singular, que contrasta con el morfema -s de plural.

### Morfemas libres, ligados y clíticos
Es el morfema libre que puede aparecer como una palabra independiente [como los ejemplos en (1a)]. Otros morfemas son ligados y necesitan estar ligados obligatoriamente a otros morfemas [como los morfemas marcados en (1b)]:
(1a) reloj, árbol, pared
(1b) relojero, arboleda, emparedado
Entre estos dos tipos están los clíticos que son morfemas que si bien dependen sintácticamente y fonológicamente de otros morfemas admiten la interposición entre ellos. Entre estos morfemas están por ejemplo los artículos y las preposiciones:
(2a) el perro ladra / el mejor perro ladra / *el Ø ladra
(2b) estoy en casa / estoy en mi casa / estoy en